# ابوابراهیم فارابی
ابوابراهیم فارابی (?-۹۶۱م) (نسب:ابوابراهیم اسحاق بن ابراهیم فارابی لغوی) لغوی و معجم‌نویس عربی ایرانی در سدهٔ چهارم قمری بود.

## زندگی
زادهٔ فاراب در سالی نامعلوم بود. همان‌جا دانش آموخت و درس داد. به زبید یمن رفت و چندان نزیست، در ۳۵۰ق/۹۶۱م درگذشت.

## آثار
- دیوان الأدب: مهم‌ترین اثر در معجم‌نویسی است.[۱]